# Kroniki rodziny królewskiej
Kroniki rodziny królewskiej (ang. Long Live the Royals, 2015) – amerykański miniserial animowany stworzony przez Seana Szelesa i wyprodukowany przez wytwórnię Cartoon Network Studios.
Premiera miniserialu odbyła się 30 listopada 2015 na amerykańskim Cartoon Network. W Polsce miniserial został wyemitowany dnia 19 listopada 2016 roku na antenie polskiego Cartoon Network. Początkowo miał zadebiutować dnia 17 września 2016 roku, jednak ze względów technicznych CN Polska usunął go z ramówki na ten dzień. Innym terminem premiery miał być dzień 2 października 2016 roku na tym samym kanale, lecz ją odwołano. Serial miał zostać wyemitowany 23 października 2016 roku, jednak został on usunięty z ramówki na ten dzień. Ostatecznym dniem premiery był 19 listopada 2016 roku..

## Opis fabuły
Historia przygotowań brytyjskiej rodziny królewskiej do corocznego święta. Każdy odcinek skupia się na innej postaci fikcyjnej, która w sobie charakterystyczny sposób przeżywa ważną uroczystość. Bohaterowie serialu to królowa Eleonora, król Rufus oraz ich dzieci - Rosalinda, Peter i Alex.

## Obsada
- Jon Daly – król Rufus
- Wendi McLendon-Covey – królowa Eleanora
- Gillian Jacobs – Rosalinda
- Kieran Culkin – Peter
- Nicki Rapp – Alex
- Horatio Sanz – Allistair
- Peter Serafinowicz – Frederick

## Wersja polska
Wersja polska: SDI Media Polska

Reżyseria: Joanna Węgrzynowska-Cybińska

Wystąpili:
- Andrzej Chudy – król Rufus
- Elżbieta Kijowska-Rozen – królowa Eleonora
- Monika Pikuła – księżniczka Rozalinda
- Karol Osentowski – książę Peter
- Beata Jankowska-Tzimas – książę Alex
- Wojciech Machnicki – Allistair
- Michał Podsiadło – 
  - Fryderyk,
  - jeden ze służących (odc. 3)
- Mikołaj Klimek –
  - Narrator,
  - Demoniczny zając (odc. 1),
  - kat (odc. 3)

W pozostałych rolach:
- Jakub Szydłowski – 
  - Gavin,
  - Gorgeous (odc. 1)
- Krzysztof Szczepaniak – 
  - Demarcus (odc. 1, 4),
  - wieśniak (odc. 1)
- Julia Kołakowska-Bytner –
  - Kimber (odc. 1),
  - wieśniaczka (odc. 2),
  - matka (odc. 4)
- Klaudia Kuchtyk – 
  - Błotia Ziemiec (odc. 1, 4),
  - chłopiec (odc. 4)
- Artur Kaczmarski – 
  - pan Ziemiec (odc. 1),
  - nauczyciel (odc. 3)
- Marek Robaczewski –
  - Don Luigi (odc. 1),
  - jeden z wieśniaków (odc. 2),
  - ochroniarz (odc. 2),
  - Rupert (odc. 3-4)
- Krzysztof Cybiński –
  - Harold (odc. 2, 4),
  - ojciec króla Belafonte (odc. 3)
- Joanna Węgrzynowska-Cybińska – ciocia Mildred (odc. 2)
- Grzegorz Kwiecień –
  - Brody (odc. 2)
  - król Diego Belafonte (odc. 3-4)
- Robert Jarociński – 
  - jeden z wieśniaków (odc. 2),
  - As (odc. 4)
- Wojciech Chorąży – jeden ze służących (odc. 3)
- Krzysztof Plewako-Szczerbiński – wieśniak (odc. 3)
- Kamil Pruban – Gregor (odc. 4)
- Przemysław Nikiel – jeden z ludzi lasu (odc. 4)

i inni
Lektor: Artur Kaczmarski

## Spis odcinków
| Światowa premiera | Polska premiera | N/o | Polski tytuł       | Angielski tytuł      |
| ----------------- | --------------- | --- | ------------------ | -------------------- |
|                   |                 |     |                    |                      |
| ODCINEK PILOTOWY  |                 |     |                    |                      |
|                   |                 |     |                    |                      |
| 16.05.2014        |                 | P1  |                    | Long Live the Royals |
|                   |                 |     |                    |                      |
| SERIA PIERWSZA    |                 |     |                    |                      |
|                   |                 |     |                    |                      |
| 30.11.2015        | 19.11.2016      | 01  | Świąteczne strachy | Yule Scare           |
|                   |                 |     |                    |                      |
| 01.12.2015        | 19.11.2016      | 02  | Koncert            | Punk Show            |
|                   |                 |     |                    |                      |
| 02.12.2015        | 19.11.2016      | 03  | Chrapanie          | Snore Much           |
|                   |                 |     |                    |                      |
| 03.12.2015        | 19.11.2016      | 04  | Uczta              | The Feast            |
|                   |                 |     |                    |                      |